# Ticalci (rebraši)
Ticalci (lat. Tentaculata), razred rebraša, morskih životinja koji se odlikuju time da imaju lovke i uska cjevasta ždrijela, po čemu se razlikuju od jajaša (Atentaculata, Nuda), koji su bez lovki i sa širokim ždrijelom.
Ticalci svoje lovke mogu uvući u vrećicu. Poznatije vrste su Hormiphora plumosa, obični rebraš i Cestus veneris, venerin pojas

## Suistematika
Classiss Tentaculata • 174 živih spp; 2 †spp 
- Subclassis: Cyclocoela
  - Ordo Cambojiida • 1 spp
  - Ordo Cestida • 2 spp
  - Ordo Cryptolobiferida • 2 spp
  - Ordo Ganeshida • 2 spp
  - Ordo Lobata • 45 spp
  - Ordo Thalassocalycida • 1 spp
- Subclassis: Typhlocoela
  - Ordo Cydippida • 72 spp; 2 †spp
  - Ordo Platyctenida • 49 spp
- Subclassis: incertae sedis
  - Ordo: †Cornulitida